# Steinkreis im Eselstall
Der Steinkreis im Eselstall war ein großer vorgeschichtlicher, vermutlich jungsteinzeitlicher, Steinkreis bei Quedlinburg im Landkreis Harz in Sachsen-Anhalt. Er wurde in der Mitte des 19. Jahrhunderts zerstört.

## Lage
Der Steinkreis befand sich westlich von Quedlinburg auf halbem Weg nach Westerhausen in einem heute bewaldeten Tal. Der Name „Eselstall“ wird heute für das Waldstück verwendet, bezeichnete vor der Aufforstung des Geländes aber das Tal und geht vielleicht direkt auf den Steinkreis zurück.
Aus der näheren Umgebung sind noch weitere Menhire bekannt. Hierzu gehören der Menhir von Westerhausen sowie der mögliche Menhir von Quedlinburg, der in einem Denkmal für ein Kriegsgefangenenlager verbaut wurde.

## Beschreibung

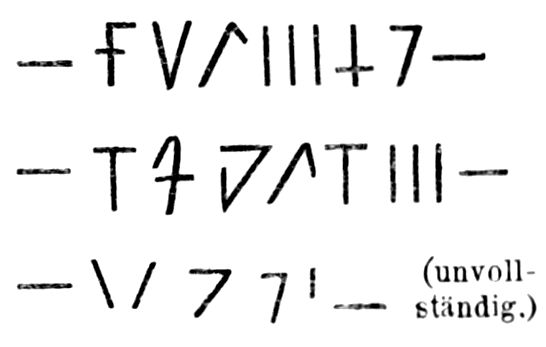
Die Inschrift auf dem Mittelstein nach Yxem

Der Steinkreis wurde erstmals 1867 durch Ernst Ferdinand Yxem beschrieben. Nach Yxem war der Steinkreis um 1852 noch erhalten und wurde wohl kurz darauf zerstört. Er war oval und besaß eine Länge von 500 Fuß (ca. 157 m) und eine Breite von 350 Fuß (ca. 110 m). Es handelte sich damit um den größten Steinkreis in Mitteldeutschland. In Abständen von 30–50 Fuß (ca. 9–16 m) waren hier große Sandsteinblöcke um einen zentralen Block angeordnet. Ob es sich bei den Kreissteinen um liegende oder stehende Steine (Menhire) gehandelt hat, geht aus Yxems Bericht nicht hervor. Der zentrale Stein war von unregelmäßiger Form und hatte eine Höhe zwischen 10 und 12 Fuß (ca. 3–4 m). Seine Ostseite war offenbar geglättet und besaß eine Inschrift aus nicht entzifferbaren Zeichen. Die Entstehungszeit dieser Zeichen ist unklar.
Nach Yxem wurden in den Hügeln um den Steinkreis zahlreiche Grabbeigaben entdeckt, vor allem Keramikgefäße und Steinbeile. Im Kreis selbst wurden hingegen ausschließlich Feuerstein-Geräte gefunden.
Möglicherweise sind noch einige Steine des Kreises erhalten. So wurden östlich am Feldrand mehrere Steine gefunden, unter denen einer besonders hervorstach, da sein Aussehen an ein menschliches Gesicht im Profil erinnert. Dieser Stein wurde 2001 in der Nähe seines Fundortes wieder aufgerichtet. Weitere Steine liegen westlich beim nicht mehr erhaltenen Ausflugslokal. An der Stelle des Mittelsteins wurde eine Eiche gepflanzt, die im ansonsten aus Kiefern bestehenden Wald hervorsticht.